# Saison 5 de The Originals
Chronologie
Saison 4
Cet article présente les treize épisodes de la cinquième et dernière saison de la série télévisée américaine The Originals.

## Synopsis
Sept ans se sont écoulés depuis que Vincent a enfermé Inadu dans quatre réceptacles, soit dans le corps des originels afin de protéger Hope et la Nouvelle-Orléans de la menace qu'elle représentait. Hope est devenue une jeune sorcière très douée et très têtue. Rebekah et Marcel trouveront-ils enfin le bonheur à travers ces siècles perdus ? Est-ce qu'Elijah retrouvera la mémoire après l'hypnose de Marcel ? Est-ce que Kol a demandé la main de Davina ? Comment Klaus vivra d'être séparé de sa chère famille et de son unique fille ? Ce qui est sûr, c'est que Hope pourrait devenir l'instrument de la réunification de la famille originelle ou bien de son irrémédiable fin.

## Distribution

### Acteurs principaux
- Joseph Morgan (VF : Sébastien Desjours) : Klaus Mikaelson
- Daniel Gillies (VF : Arnaud Arbessier) : Elijah Mikaelson
- Charles Michael Davis (VF : Namakan Koné) : Marcel Gérard
- Riley Voelkel (VF : Philippa Roche) : Freya Mikaelson
- Yusuf Gatewood (VF : Raphaël Cohen) : Vincent Griffith
- Danielle Rose Russell (VF : Zina Khakhoulia) : Hope Mikaelson

### Crédités comme «Guest Starring»
- Steven Krueger (VF : Nessym Guetat) : Josh Rozsa (épisodes 1, 2 et 4 à 10)
- Phoebe Tonkin (VF : Charlotte Correa) : Hayley Marshall (épisodes 1, 6, 8, 11, 12 et 13)
- Jaime Murray (VF : Juliette Degenne) : Antoinette Müller (épisodes 3, 4, 5, 6, 8 et 10)

### Acteurs récurrents
- Claire Holt (VF : Adeline Moreau) : Rebekah Mikaelson (épisodes 1, 8, 11 et 13)
- Nathaniel Buzolic (VF : Nathanel Alimi) : Kol Mikaelson (épisodes 1, 8, 11 et 13)
- Jedidiah Goodacre : Roman Müller
- Christina Moses (en) (VF : Nathalie Karsenti) : Keelin Malraux
- Nadine Lewington (VF : Anne-Laure Gruet) : Greta Sienna
- Torrance Coombs : Declan
- Alexis Louder (en) (VF : Camille Donda) : Lisina
- Shiva Kalaiselvan : Ivy (épisodes 2, 4 et 7)

### Spécial Guest Stars
- Demetrius Bridges (VF : Jean-Michel Vaubien) : Dorian Williams (épisode 1)
- Summer Fontana (VF : Zina Khakhoulia) : Hope Mikaelson (flashback, épisode 2)
- Candice King (VF : Fily Keita) : Caroline Forbes (épisodes 1, 6, (7), 12 et 13)
- Danielle Campbell (VF : Kelly Marot) : Davina Claire (épisode 11)
- Matt Davis (VF : Alexis Victor) : Alaric Saltzman (épisode 12)
- Nathan Parsons (VF : Yann Sundberg) : Jackson Kenner (épisode 12)
- Aria Shahghasemi (VF : Juan Llorca) : Landon Kirby (épisode 12)
- Leah Pipes (VF : Barbara Delsol) : Cami O'Connell (épisode 13)
- Sebastian Roché (VF : Emmanuel Gradi) : Mikael Mikaelson  (épisode 13)

### Invités
- Bella Samman : Josie Saltzman (La fille d'Alaric et de Caroline)
- Allison Gobuzzi : Lizzie Saltzman (La fille d'Alaric et de Caroline)
- Robert Baker : Emmett
- Jamie Thomas King : August Müller (épisode 5)
- Nicholas Alexander (VF : Maxime Baudouin) : Henry Benoit (épisode 1 et 2)
- Katie Cook : Poppy (épisode 1)
- Jason Burkey : David (épisode 4)
- Malone Thomas (VF : Céline Legendre-Herda) : Colette (épisode 4)
- Neva Howell (VF : Daria Levannier) : Conductrice d'autobus (épisode 3)
- Steven Reddington : Attendant (épisode 3)
- Ian Pala : Max (épisode 10)

## Production

### Développement
Le 10 mai 2017, la série est renouvelée pour une cinquième saison de treize épisodes, qui sera la dernière.
La créatrice Julie Plec a récemment pensé à la création d'un nouveau spin-off centré sur le personnage de Hope Mikealson, intitulé Legacies. Une première saison a été commandée par The CW et est attendue pour l'automne 2018.
Michael Narducci est remplacé par Jeffrey Lieber lors de cette dernière saison.
La production a débuté le 25 juillet 2017 et s'est terminée le 17 décembre 2017.
Joseph Morgan a réalisé le troisième épisode, intitulé Ne me quitte pas. Charles Michael Davis a réalisé le sixième épisode, intitulé What, will, I, have, left. Et enfin, Daniel Gillies a réalisé le dixième épisode, intitulé There in the disappearing light.
Le 5 décembre 2017, il a été confirmé que Leah Pipes qui joue le rôle de Cami O'Connell et Sebastian Roché qui joue le rôle de Mikael Mikaelson seront de retour pour la saison 5.

## Liste des épisodes

### Épisode 1:Aux quatre coins du monde
- États-Unis : 18 avril 2018 sur The CW[5]
- Québec : 5 février 2019 sur Ztélé (en VF)

- Claire Holt : Rebekah Mikaelson
- Candice King : Caroline Forbes
- Nathaniel Buzolic : Kol Mikaelson
- Christina Moses : Keelin
- Jedidiah Goodacre : Roman
- Torrance Coombs : Declan
- Demetrius Bridges : Dorian Williams
- Alexis Louder (en) : Lisina
- Nicholas Alexander : Henry Benoit
- Nadine Lewington : Greta Sienna
- Katie Cook : Poppy

### Épisode 2:…Avant la tempête
- États-Unis : 25 avril 2018 sur The CW
- Québec : 12 février 2019 sur Ztélé (en VF)

- Christina Moses : Keelin
- Nicholas Alexander : Henry Benoit
- Jaime Murray : Antoinette
- Christina Moses : Keelin
- Shiva Kalaiselvan : Ivy
- Alexis Louder (en) : Lisina
- Torrance Coombs : Declan

### Épisode 3:Ne me quitte pas
- États-Unis : 2 mai 2018 sur The CW
- Québec : 19 février 2019 sur Ztélé (en VF)

- Jaime Murray : Antoinette
- Benjamin Weaver : Patron du Night Club
- Kalyn Bidwell : Serveuse du Night Club
- Neva Howell : Conductrice d'autobus
- Steven Reddington : Attendant
- Mourad Zaoui : Patron du bar français

Cet épisode portera uniquement sur ce qu'est devenu Elijah Mikaelson après l'hypnose de Marcel. Hayley Marshall, Freya Mikaelson, Vincent Griffith, Hope Mikaelson et Josh ne sont donc pas présents dans cet épisode. 

### Épisode 4:Entre le pire et le moindre mal
- États-Unis : 9 mai 2018 sur The CW
- Québec : 26 février 2019 sur Ztélé (en VF)

- Josh Royston : Détective
- Malone Thomas : Colette
- Jason Burkey : David
- William Walker : Concierge
- Kenneth Appleton : Vampire
- Odin Gomez : Touriste

### Épisode 5:Haine ancestrale
- États-Unis : 16 mai 2018 sur The CW

### Épisode 6:Guet-apens
- États-Unis : 30 mai 2018 sur The CW

- Candice King : Caroline Forbes

### Épisode 7:En eau trouble
- États-Unis : 6 juin 2018 sur The CW

- Christina Moses : Keelin
- TBA : Emmett
- Kenneth Appleton : Vampire
- Odin Gomez : Touriste
- Candice King : Caroline Forbes (voix)

### Épisode 8:Prison mentale
- États-Unis : 13 juin 2018 sur The CW

### Épisode 9:Le Temps qui nous reste
- États-Unis : 20 juin 2018 sur The CW

### Épisode 10:Rendez-vous de l'autre côté
- États-Unis : 11 juillet 2018 sur The CW

- Demarcus Laney : Nola Toursit

### Épisode 11:La Force de l'amour
- États-Unis : 18 juillet 2018 sur The CW

Danielle Campbell : Davina Claire

### Épisode 12:La Transformation
- États-Unis : 25 juillet 2018 sur The CW

- Matt Davis : Alaric Saltzman
- Aria Shahghasemi : Landon Kirby
- Candice King : Caroline Forbes

### Épisode 13:Le Sacrifice de Klaus
- États-Unis : 1er août 2018 sur The CW

- Claire Holt : Rebekah Mikaelson
- Nathaniel Buzolic : Kol Mikaelson
- Candice King : Caroline Forbes
- Leah Pipes : Cami O'Connell
- Sebastian Roché : Mikael Mikaelson